# Энола Холмс
«Энола Холмс» (англ. Enola Holmes) — художественный детективный фильм от Netflix, главная героиня которого — сестра Шерлока Холмса. Экранизация книги Нэнси Спрингер «Расследования Энолы Холмс. Дело исчезнувшего маркиза». Главную роль в картине сыграла Милли Бобби Браун (один из продюсеров ленты), в других ролях снялись Сэм Клафлин (Майкрофт Холмс), Генри Кавилл (Шерлок), Хелена Бонем Картер (мать главной героини).
Релиз фильма состоялся 23 сентября 2020 года. Критики высоко оценили игру Браун, «Энола Холмс» стала одним из самых популярных оригинальных фильмов Netflix. 4 ноября 2022 года на экраны вышло продолжение, «Энола Холмс 2».

## Сюжет
Главная героиня фильма — Энола Холмс, младшая сестра в семье Холмсов. Будучи чрезвычайно умной, наблюдательной и проницательной девушкой, она регулярно бросает вызов социальным нормам. Её мать Юдория научила Энолу всему, от шахмат до джиу-джитсу, и поощряла её быть волевой и мыслить независимо.
В свой шестнадцатый день рождения Энола просыпается и обнаруживает, что её мать исчезла. Опекуном девушки становится её брат Майкрофт, который намерен отправить её в пансион благородных девиц. Цветочные открытки, оставленные Юдорией, раскрывают для Энолы секретные послания и ведут к спрятанным деньгам, с которыми она сбегает, переодевшись мальчиком. В поезде Энола встречает молодого виконта Тьюксбери, сбежавшего от родных в дорожной сумке. Она считает его тупицей, но предупреждает, что мужчина в коричневом котелке по имени Линторн ищет его в поезде. Вскоре этот человек находит виконта и пытается убить, но Тьюксбери и Энола спрыгивают с поезда и спасаются бегством. Они приезжают в Лондон и там расстаются.
Купив новую одежду и создав себе образ «настоящей леди», Энола продолжает искать мать и оставляет ей зашифрованные сообщения в разделах объявлений крупных газет. Вскоре она обнаруживает убежище матери, где хранятся взрывчатка и брошюры, и узнаёт, что Юдория состоит в кружке радикальных суфражисток. Линторн, находит Энолу, пытает её, чтобы получить информацию о Тьюксбери, и пытается утопить. Ей снова удаётся бежать. Энола решает найти Тьюксбери, чтобы спасти его: она считает, что виконт сам не сможет защититься. Тем временем Майкрофт поручает розыски сестры инспектору Лестрейду из Скотленд-Ярда.
Энола находит Тьюксбери, торгующего цветами в Ковент-Гардене, и предупреждает его об опасности. Лестрейд, в свою очередь, находит Энолу и насильно отправляет её в пансион. Вскоре Шерлок навещает Энолу и признаётся, что впечатлён её детективной работой. Тьюксбери помогает девушке бежать. Вдвоём они отправляются в Бэзилуэзер-холл, чтобы встретиться лицом к лицу с дядей виконта, который, как понимает Энола, хочет убить племянника. В поместье Энола и Тьюксбери попадают в засаду, устроенную Линторном, но Эноле удаётся победить в схватке благодаря джиу-джитсу. Линторн погибает. Внезапно появляется бабушка Тьюксбери, настоящий заказчик его убийства: она не хочет, чтобы внук занял место в Палате лордов и проголосовал за реформу. Бабушка стреляет во внука, тот выживает благодаря защитной пластине, спрятанной под одеждой. Вскоре Шерлок прибывает в Скотленд-Ярд, решив загадку смерти Тьюксбери-старшего и вычислив инициатора убийства, но Лестрейд задает ему два вопроса: как ему удалось раскрыть дело, и почему он справился позже Энолы.
Вскоре девушка со слезами на глазах прощается с Тьюксбери, вступающим в свои права лорда. Майкрофт передаёт Шерлоку опеку над сестрой. У себя дома Энола застаёт мать, Юдория объясняет, почему ей пришлось уйти и почему она должна уйти снова, и заявляет, что впечатлена успехами и личностным ростом дочери. Энола обрела свою свободу и свое предназначение: теперь она — детектив и искатель потерянных душ.

## В ролях
| Актёр               | Роль                         |
| ------------------- | ---------------------------- |
| Милли Бобби Браун   | Энола Холмс                  |
| Генри Кавилл        | Шерлок Холмс                 |
| Сэм Клафлин         | Майкрофт Холмс               |
| Хелена Бонем Картер | Эудория Холмс                |
| Луи Партридж        | Виконт Тьюксбери             |
| Фиона Шоу           | Мисс Харрисон                |
| Фрэнсис де ла Тур   | Бабушка Тьюксбери            |
| Бёрн Горман         | Линторн                      |
| Адиль Ахтар         | инспектор Лестрейд           |
| Хэтти Морахан       | леди Тьюксбери               |
| Сьюзи Уокома        | наставница бойцовского клуба |

## Производство
Режиссёром картины стал Гарри Брэдбир, сценарий написал Джек Торн. Главную роль получила Милли Бобби Браун, роль Шерлока Холмса — Генри Кавилл. В августе 2020 года появился первый тизер фильма. Премьера состоялась 23 сентября 2020 года.
Наследники Артура Конан-Дойла подали в суд на создателей фильма: они настаивали, что в «Эноле Холмс» используются герои произведения, которое ещё не перешло в общественное достояние. Этот иск был отклонён в декабре 2020 года.

## Оценки
На сайте Rotten Tomatoes фильм получил рейтинг 91 % и среднюю оценку 7.1 балла из 10. На Metacritic фильм имеет 68 баллов из 100, на русскоязычном сайте-агрегаторе «Критиканство» 70 из 100.
Питер Дебрюж из Variety высоко оценил игру Браун, напомнившую ему «ту безудержную непосредственность, которую Кира Найтли привнесла в „Гордость и предубеждение“». Дебрюж счёл картину «более изысканной» и насыщенной, чем фильмы Гая Ричи о Шерлоке Холмсе и более смешной, чем перезагрузка Нэнси Дрю. Джон Дефор из The Hollywood Reporter написал, что «Энола Холмс» удачно вписывает свою героиню в мир Шерлока. По мнению Энн Хорнадей из The Washington Post, фильм «предлагает живой и энергичный способ отвлечься от тягот современности, а его ведущая актриса привнесла в это путешествие свои собственные привлекательные штрихи. Когда игра в разгаре, она более чем способна не только не отставать, но и побеждать». Элла Кемп из Empire Magazine считает, что «Энола Холмс, исполненная благих намерений…, служит прекрасным, энергичным напоминанием о том, что традиционную историю всегда можно пересказать». Питер Брэдшоу из The Guardian дал менее однозначный отзыв.
Уже в сентябре 2020 года, в связи с премьерой фильма, появились данные о возможном сиквеле. 13 мая 2021 года была официально анонсирована «Энола Холмс 2». В основу сюжета лёг ещё один роман Нэнси Спрингер, режиссёром остался Гарри Брэдбир, сценаристом — Джек Торн. Милли Бобби Браун и Генри Кавилл снова сыграли главные роли. Премьера сиквела состоялась 4 ноября 2022 года.